# Bactrododema welwitschi
Bactrododema welwitschi är en insektsart som beskrevs av Bolivar 1889. Bactrododema welwitschi ingår i släktet Bactrododema och familjen Diapheromeridae. Inga underarter finns listade.